# Susan Woodstra
Susan Jean „Sue” Woodstra  (ur. 21 maja 1957 w San Bernardino) – amerykańska siatkarka, medalistka igrzysk olimpijskich.

## Życiorys
Woodstra była w składzie reprezentacji Stanów Zjednoczonych, która zdobyła srebrny medal na Igrzyskach Panamerykańskich 1983 w Caracas. Wystąpiła na igrzyskach olimpijskich 1984 w Los Angeles. Była wówczas kapitanem zespołu. Zagrała we wszystkich trzech meczach fazy grupowej, wygranym półfinale z Peru oraz przegranym finale z Chinkami.
W 1985 rozpoczęła karierę trenerską jako asystentka w drużynie Uniwersytetu Stanu Arizona. Następnie była trenerką zespołu Uniwersytetu Pittsburskiego, niemieckiego klubu USC Münster, drużyn uczelnianych Notre Dame, Cal Berkeley, Florida State i Humboldt State. Zakończyła karierę trenerską w 2012. W 2008 była asystentką trenerki reprezentacji olimpijskiej, Lang Ping, która zdobyła srebrny medal.